# Snotolven
De Snotolven (Cyclopteridae) zijn een vissenfamilie in de orde der Schorpioenvisachtigen (Scorpaeniformes). Het zijn meestal kleine zoutwatervissen die worden aangetroffen in koudere wateren van de Noordelijke IJszee, noordelijke Atlantische Oceaan en noordelijke Grote Oceaan. Het grootste aantal soorten wordt gevonden in de noordelijke Grote Oceaan.
De viskuit van grotere soorten wordt uitgebreid in Deense keuken gebruikt. De kuit wordt ook gebruikt als heerlijk en betaalbaar alternatief voor de soms uiterst dure kaviaar.
De familienaam Cyclopteridae is afgeleid van de Griekse woorden kyklos wat "cirkel" betekent en pteryx wat "vin" betekent.

## Beschrijving

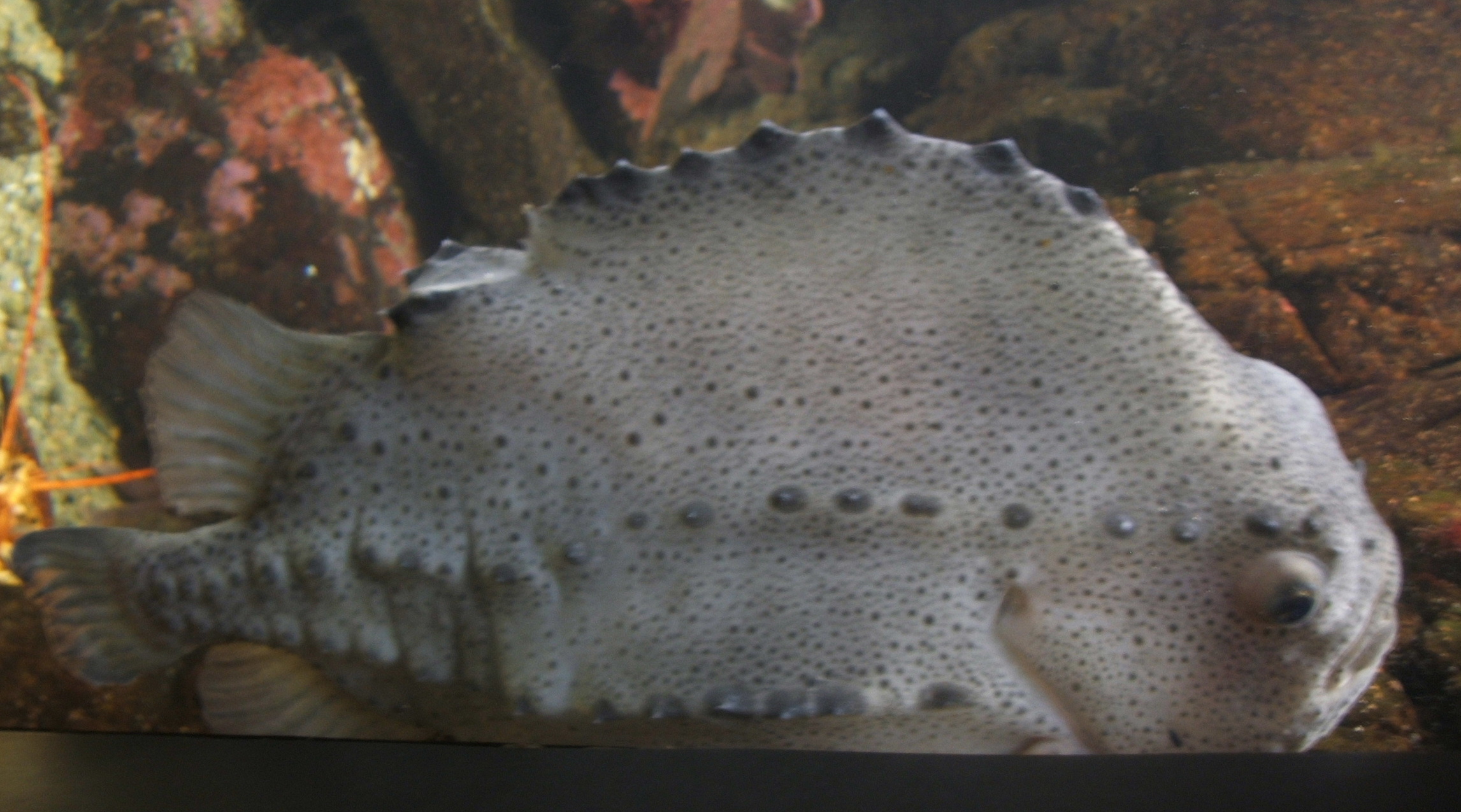
Snotolf (Cyclopterus lumpus) in Aquarium in New England

Het dikbuikige lijf is bijna helemaal rond, bruinachtig gekleurd, met zilverwitte tekening. Het Engelse "sucker" in lumbsucker, verwijst naar de vergroeide buikvinnen. Deze buikvinnen hebben zich ontwikkeld tot een zuignap waarmee de vis zich kan hechten aan structuren op de zeebodem zoals stenen. Verder hebben veel soorten binnen deze familie benige, wratachtige knobbeltjes op de kop en het achterlijf die gebruikt worden bij de determinatie.
De ronde vinnen zijn klein, alleen de borstvinnen zijn breed en waaiervormig en lopen door tot op de buik van de vis. De eerste van de twee rugvinnen is stekelig, met 4-8 stekels; bij sommige soorten, wordt deze vin volledig bedekt met huid en is daarom niet zichtbaar. De zijlijn op de flank is bij snotolven zeer beperkt of afwezig. Het zijlijnsysteem op de kop is goed ontwikkeld; sommige soorten hebben daar buisvormige, bakkebaard-achtige uitsteeksels.
De vrij kleine bek van snotolven is voorzien van smalle rijen met kleine kegelvormige tanden. De zwemblaas is afwezig. Het formaat (lichaamslengte) varieert tussen de twee centimeter bij Lethotremus awae tot 61 centimeter bij de (gewone) snotolf (Cyclopterus lumpus). Van de 28 soorten worden er 23 niet langer dan 14 centimeter.

## Leefomgeving en voedselkeuze
Zoals blijkt uit hun lichaamsbouw, zijn de snotolven geen goede zwemmers. De meeste soorten zijn benthisch, ze brengen het grootste deel van hun leven op of dicht bij de zeebodem door. De vissen verblijven op rotsachtige of modderige bodems, waar ze slecht zichtbaar zijn dankzij hun schutkleuren. Snotolven worden hoofdzakelijk aangetroffen op het continentaal plat of op de helling daarvan op diepten van 100 tot 1.700 meter. Enkele diepzeesoorten leven in de pelagische zone en blijven daar op enige afstand van de oceaanbodem.
De op of nabij de bodem levende soorten vreten ongewervelde dieren zoals borstelwormen, schaaldieren en weekdieren. De snotolven van de diepzee leven van langzaam bewegende kwallen en ribkwallen die ze makkelijk kunnen overmeesteren.

## Gedrag en voortplanting
De snotolven vormen een slecht bestudeerde groep, waarbij men weinig weet over hun voortplantingsgedrag. Van minstens enkele soorten is bekend dat ze grote afstanden afleggen om kuit te schieten in ondiepe getijdewateren. Zo paait een soort snotolf die voorkomt in het noorden van de Grote Oceaan (Aptocyclus ventricosus) van december tot juni. Mogelijk geldt dit voor alle soorten snotolven. Verder is bekend dat de mannetjes de eieren bewaken tegen predatoren.
De jonge vissen blijven in ondiep, warmer water totdat ze volledig ontwikkeld zijn. De Pacifische kabeljauw en de zandvissen (koolvissen) zijn bekende predatoren op jonge snotolven. Sommige snotolven kunnen zichzelf met water opvullen, vermoedelijk als verdedigingstactiek, want dan lijken ze veel groter.

## Lijst van onderfamilies en geslachten
Er zijn 28 soorten in 6 geslachten in 2 onderfamilies:
- Onderfamilie Aptocyclinae
  - Aptocyclus De la Pylaie, 1835
- Onderfamilie Cyclopterinae
  - Cyclopsis Popov, 1930
  - Cyclopteropsis Soldatov & Popov, 1929
  - Cyclopterus Linnaeus, 1758
  - Eumicrotremus Gill, 1862
  - Lethotremus Gilbert, 1896